# Ruch Niezależnych Naserystów
Al-Murabitun (‏المرابطون‎) lub Ruch Niezależnych Naserystów (arab. ‏ حركة الناصريين المستقلين-المرابطون‎, Harakat al-Nasiriyin al-Mustaqillin) – libańska partia polityczna o orientacji panarabskiej, odwołująca się do ideologii naseryzmu.

## Historia
Ruch Niezależnych Naserystów powstał w okresie tzw. kryzysu libańskiego w 1958 roku, podczas którego doszło do próby obalenia chrześcijańskiej dominacji w Libanie. Mimo oficjalnie głoszonego świeckiego charakteru zrzeszał przede wszystkim muzułmanów. Przywódcą partii został Ibrahim Kulajlat, sunnita. Naseryści współtworzyli Libański Ruch Narodowy. Posiadali także własną milicję Al-Murabitun (tzn. Strażnicy; jest to również arabska nazwa średniowiecznej dynastii muzułmańskiej Almorawidów, władających północno-zachodnią Afryką i Hiszpanią). Organizacja aktywnie uczestniczyła w libańskiej wojnie domowej, walcząc przede wszystkim z bojówkami chrześcijańskimi i Izraelczykami. Była głównym sojusznikiem formacji palestyńskich. W drugiej połowie lat 80. milicja Al-Murabitun została rozgromiona przez konkurencyjne ugrupowania lewicowe w tzw. wojnie o obozy, zaś przywódcy partii uciekli za granicę.
Inną libańską partią polityczną o naserystowskim programie jest Ludowa Organizacja Naserystowska na czele z Osamą Saadem.